# Monasterio de San Adrián de Sásave
El monasterio de San Adrián de Sásave (en aragonés Sant Hadrián de Sasau) fue un antiguo monasterio fundado a finales del siglo IX, y situado en el Valle de Lubierre, en el actual municipio de Borau, conocido por ser una de las sedes, junto con San Juan de la Peña, San Pedro de Siresa y Jaca, de los obispos de Aragón tras la conquista de Huesca por el Califato Omeya.  
Se accede a la iglesia a través de la pista forestal HF-3102-AA, que se toma desde la carretera vecinal, de Borau a Aísa, HU-V-2201 cuando ésta abandona el valle del Lubierre.  

## Historia

### Obispado de Aragón
Fue una de las sedes de los obispos de Aragón en su etapa itinerante, en la que no había sede episcopal fija debido a las incursiones sarracenas del emirato y después califato de Córdoba, hasta 1077, cuando los obispos aragoneses se trasladaron definitivamente a Jaca. Aún existe una inscripción en la iglesia que dice: "Aquí descansan tres obispos". El primero de estos obispos fue Ferriolo, intitulado obispo sisabensis, que fue consagrado por el obispo de Pamplona a principios del siglo X, cuando el título de conde de Aragón fue heredado por los reyes de Pamplona de la Dinastía Jimena por vía matrimonial. Como obispo de Aragón le sucedieron Fortuño y Atón, quien aparece mencionado a menudo como hijo de Aureolo Galindez.

### Época de reconquista
La iglesia actual formaba parte del antiguo complejo monástico, que fue el más importante del condado de Aragón en el siglo X, aunque previamente habría formado parte de la política de repoblación llevada a cabo por los reyes de Pamplona. 
En el 1042 el rey aragonés Ramiro I restauró la iglesia y monasterio, expulsando a los seglares que vivían en ella y colocando al obispo García I.
Aunque en el 1063, tras el Sínodo de Jaca, la sede de la diócesis de Huesca se trasladó a Jaca de forma definitiva, este traslado no fue inmediato ya que aún se produjeron emisiones de documentos dentro de las distintas sedes de Siresa, la Peña y Sásave, quedando esta última adherida directamente al obispado aunque manteniendo un canónigo procedente del cenobio dentro del cabildo jacetano.
En el 1104 fue consagrada por el obispo Esteban de Huesca y encomendado a su abad Sancho de Larrosa para su conclusión, aunque previamente ya ejercía el abadiado su pariente Aznar de Larrosa, este cambio de sede episcopal a un monasterio era el inicio de la pérdida de importancia del templo que con el rápido avance de la frontera y la llegada de los monjes cluniacenses hizo que el templo cayera finalmente en desuso.

### Edad Contemporánea
A mediados del siglo XVIII el templo funcionaba como ermita de San Adrián, aunque anteriormente también estaba dedicada a Santa Natalia, a la que se accedía por el vano del hastial de poniente puesto que su reconocida portada jaquesa estaba oculta bajo el nivel del suelo.
El monasterio estaba situado en el mismo lugar en que se levanta la iglesia hoy, en la margen izquierda del río Lubierre, afluente del río Aragón, poco después de la confluencia de los arroyos Cáncil y Lupán.  Después de estar sepultada durante varios siglos, los vecinos de Borau pidieron que se desenterrara la iglesia, pues estaba llena de aguas estancadas.

## Descripción
La iglesia-ermita de San Adrián de Sásave tiene una nave rectangular con presbiterio, y ábside semicircular con bóveda de cuarto de esfera. En el exterior del ábside se abren tres grandes ventanales con arcos de medio punto, y hay un friso de arcos ciegos que descansan en ménsulas con relieves y, en su caso, sobre lesenas. Estos elementos lo relacionan con el románico lombardo.

## Leyendas
Una tradición local dice que los obispos de Huesca, en su huida de los musulmanes, se ocultaron en San Adrián de Sásave con el Santo Grial, para protegerlo de los invasores. Después, el santo Cáliz pasaría por Jaca, San Juan de la Peña, la Aljafería, y Barcelona, para acabar en la Catedral de Valencia.